# 南彩農業協同組合
南彩農業協同組合（なんさいのうぎょうきょうどうくみあい、通称:JA南彩）は、埼玉県春日部市南二丁目に本所を置く農業協同組合である。

## 概要
管轄の範囲は春日部市（旧春日部市域）、久喜市（旧久喜市域、旧南埼玉郡菖蒲町域）、さいたま市岩槻区（旧岩槻市域）、蓮田市、白岡市、南埼玉郡宮代町である。「南彩」の由来は南埼玉郡の「南」と「埼」であり、春日部市幸松地区・豊野地区を除く管内のかつての郡名が南埼玉郡であったことに起因する。現在は愛称としてJA南彩と称している。1996年（平成8年）4月1日に埼玉県南埼玉郡を主体とする菖蒲町農業協同組合、久喜市農業協同組合、白岡町農業協同組合、蓮田市農業協同組合、宮代町農業協同組合、春日部市農業協同組合、岩槻市農業協同組合の合併により成立した。本店は、久喜市菖蒲町新堀に所在した建物の老朽化などにより、2021年（令和3年）3月15日、改装された旧春日部支店へと移転となった。

## 年表
- 1996年（平成8年） - 4月1日、7つの農業協同組合が合併し、南彩農業協同組合が成立する。
- 2017年（平成29年）
  - 2月13日、岩槻地区の柏崎支店と東岩槻支店が岩槻和土支店へと統合され、岩槻城南支店となる。同日、春日部地区で豊春支店と武里支店が春日部支店へと統合される。
  - 2月14日、岩槻営農経済センターが旧柏崎支店に移転する。同日、査定センターが旧豊春支店へ移転する[1]。
  - 9月、青パパイヤを南彩管内の新たな特産品として目指すこととなり、栽培に取り組むために「JA南彩 青パパイヤ研究会」が設立される。
- 2018年（平成30年） - 5月11日、菖蒲地区の小林支店（久喜市菖蒲町小林2302）および栢間支店（久喜市菖蒲町下栢間2653-14）が廃止となり、5月14日に菖蒲南支店（久喜市菖蒲町小林238）として新築開業する[2]。
- 2019年（令和元年）
  - 10月25日、春日部地区では幸松支店と豊野支店が、蓮田地区では黒浜支店が廃止となり、10月28日に幸松支店・豊野支店は春日部東支店（旧幸松支店）となり、黒浜支店は蓮田支店に統合となる。[3]
  - 10月31日、白岡直売所（白岡市柴山1451）および蓮田直売所（蓮田市大字根金1276-1）が閉店となる。同日、JASS-PORT久喜店（ガソリンスタンド）が閉店となる[4][5]。
- 2020年（令和2年）
  - 4月1日、白岡・宮代営農経済センター（白岡市柴山1451）と蓮田営農経済センター（蓮田市大字黒浜3108-1）が統合となり、中部営農経済センター（旧蓮田営農経済センター）となる。
  - 11月16日、春日部支店が旧所在地の道路を挟んだ向かい側に鉄骨造り2階建て・延床面積590 ㎡で新築開業する[6]。
- 2021年（令和3年）
  - 3月1日、白岡大山支店と日勝支店が統合となり、白岡大山支店となる。同日、久喜江面支店と清久支店が統合となり久喜江面支店となる[7]。
  - 3月15日、本店が久喜市菖蒲町新堀473から旧春日部支店（春日部市南2-4-30）へ移転する。

## 店舗
- 本店（春日部市南2-4-30）
- 岩槻地区：岩槻城南支店、新和支店、川通支店、慈恩寺支店、河合支店、岩槻営農経済センター
- 春日部地区：春日部支店、春日部東支店、春日部営農経済センター
- 蓮田地区：蓮田支店、平野支店、中部営農経済センター
- 宮代地区：宮代支店
- 白岡地区：白岡大山支店
- 久喜地区
  - 旧久喜地区：久喜江面支店、太田支店、久喜営農経済センター
  - 旧菖蒲地区：菖蒲支店、三箇支店、菖蒲南支店、寺田支店、菖蒲営農経済センター

事業所・直売所・食堂・給油所

| - 農機センター - ガスセンター - 菖蒲グリーンセンター - 農協食堂 | - 蓮田給油所 - 宮代給油所 - 菖蒲給油所 - 久喜農産物直売所「久喜キラリ直売館」 - 岩槻農産物直売所あさつゆの里 - 燃料配送センター |

## 組合員数
|             | 正組合員数 | 准組合員数 | 組合員数合計 |
| ----------- | ---------- | ---------- | ------------ |
| 平成22年2月 | 10,958人   | 13,541人   | 24,499人     |
| 令和3年1月  | 9,667人    | 19,534人   | 29,201人     |

## 事業規模
|                              | 出資金       | 貯金高         | 貸出金        | 共済保有高     | 購買品供給高 | 受託品販売高  |                                  |
| ---------------------------- | ------------ | -------------- | ------------- | -------------- | ------------ | ------------- | -------------------------------- |
| 『なんさい』 2010年4月号より | 26億0623万円 | 2311億1378万円 | 557億5504万円 | 7308億1845万円 | 40億1281万円 | 33億5574万円  |                                  |
|                              |              | 貯金高         | 貸出金        | 共済保有高     | 販売高       | 購買品Ⅰ供給高 | 購買品Ⅱ供給高 （各直売所・食堂） |
| 令和3年1月末                 |              | 2797億0007万円 | 605億7884万円 | 6272億6921万円 | 24億8473万円 | 18億0788万円  | 11億1127万円                     |

## 管内の農産物
- 岩槻地区：米、小松菜、
- 春日部地区：米、トマト、梨、葡萄
- 久喜地区：米、梨、蕎麦、麦、苺、胡瓜
- 菖蒲地区：米、梨、苺
- 白岡地区：米、梨
- 蓮田地区：米、梨
- 宮代地区：米、葡萄、梨

南埼玉郡では古くから梨の栽培が盛んであり、現在でも地域の特産品である。しかし梨農家の減少は続いており、今後はどのように生産量を維持していくのかが課題である。米に関しては「彩のかがやき」の栽培を推奨し、地域のブランド米化を進めている。2017年度（平成29年度）からは新しい地域特産の農産物として「青パパイヤ」の栽培を勧めている。